# Selenocosmia kulluensis
Selenocosmia kulluensis är en spindelart som beskrevs av Chamberlin 1917. Selenocosmia kulluensis ingår i släktet Selenocosmia och familjen fågelspindlar. Inga underarter finns listade i Catalogue of Life.